# Tigre de Sumatra
Panthera tigris sumatrae
Sous-espèce
Répartition géographique
Statut CITES
Statut de conservation UICN

 CR A2bcd+4bcd; C1+2a(i) : 
En danger critique
 2008 
Le tigre de Sumatra (Panthera tigris sumatrae) est une sous-espèce du tigre qui vit sur l'île indonésienne de Sumatra.  

## Description

### Caractéristiques
Le pelage du tigre de Sumatra est plus foncé et contient des rayures plus épaisses que celui du tigre de Java. Les rayures ont tendance à se finir en taches et des lignes de petites taches noires peuvent se trouver entre les rayures sur leur dos, leurs flancs et leurs pattes arrière. Les rayures sont plus nombreuses que chez les autres sous-espèces.
Le tigre de Sumatra est l'une des plus petites sous-espèces de tigre. Les mâles pèsent entre 100 et 140 kg et mesurent entre 220 et 225 cm de long, leur crâne mesure entre 29,5 et 33,5 cm de long. Les femelles quant à elles pèsent entre 75 et 110 kg et mesurent entre 215 et 230 cm de long, leur crâne mesure entre 26,3 et 29,4 cm.
Leurs poils forment une sorte de crinière ; ceux du cou et des joues sont également assez développés.

### Galerie

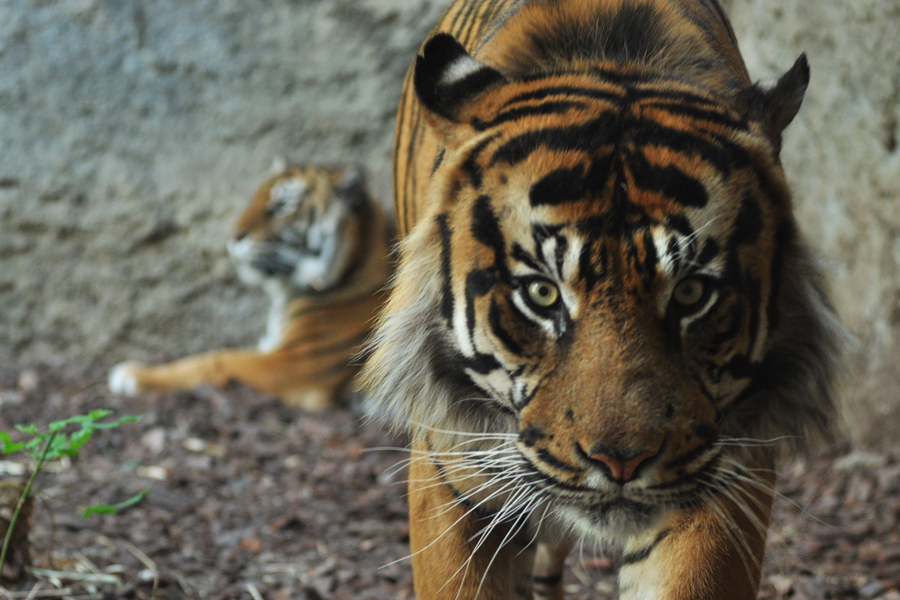
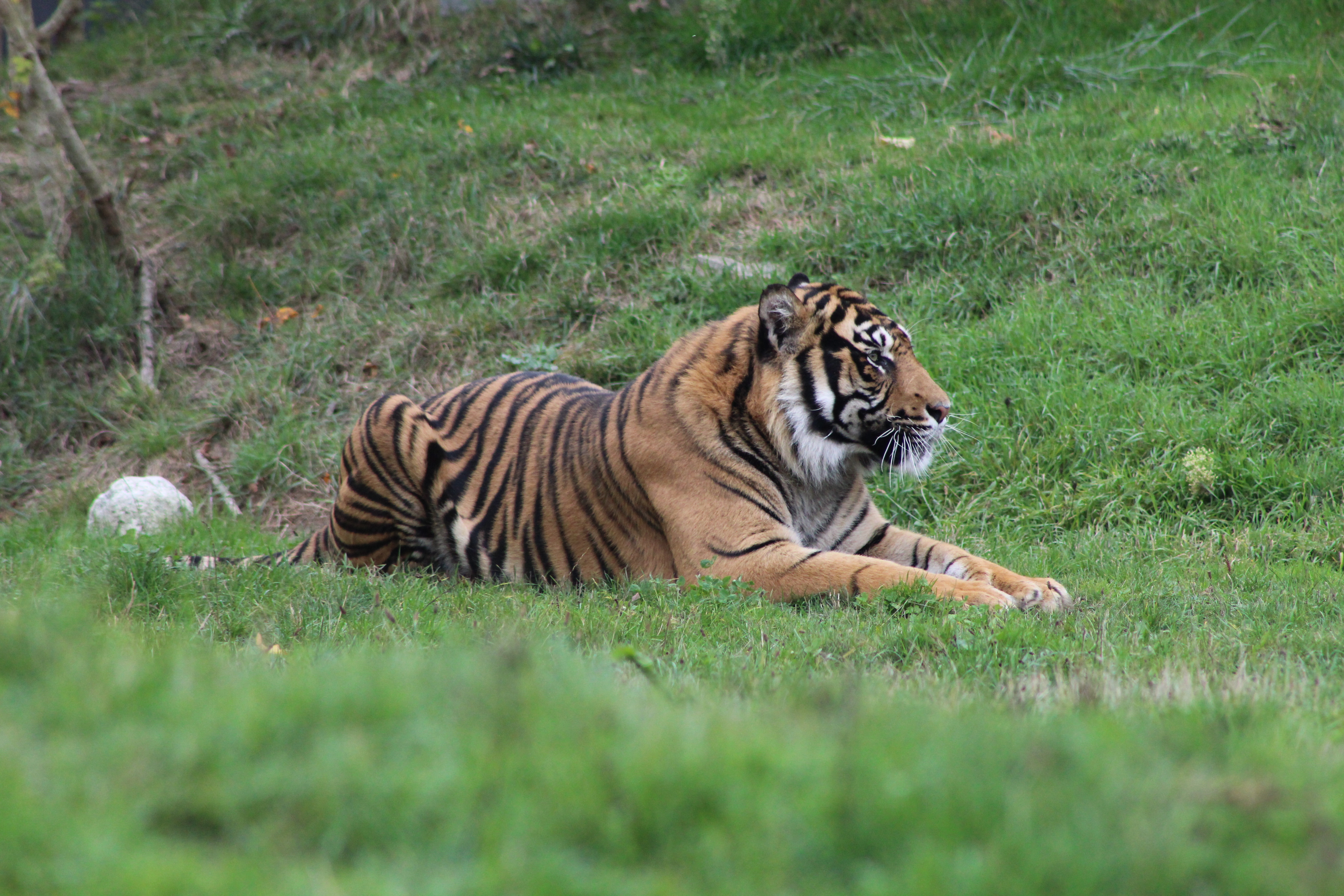
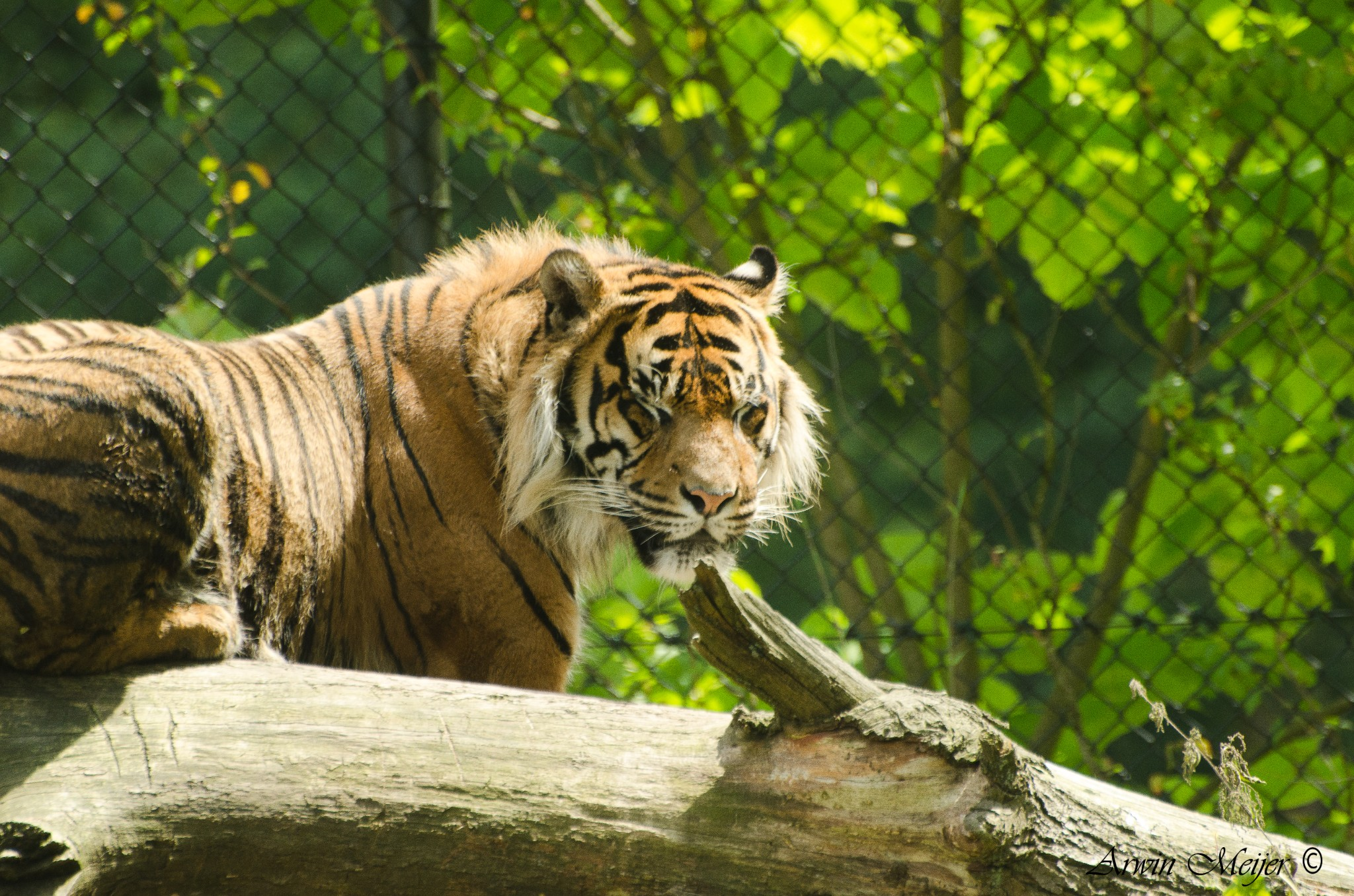

## Écologie et comportement

### Alimentation
Les tigres de Sumatra se nourrissent généralement d'ongulés tels que le sangliers, le tapir de Malaisie et des cervidés comme le sambar, ou bien encore de macaque à queue de cochon,.
Mais également parfois de plus petits animaux tels que des volailles, des singes et même de poissons. Les orangs-outans pourraient représenter des proies, mais puisqu'ils ne passent que très peu de temps au sol, les tigres n'en attrapent que très rarement. Les tigres de Sumatra se nourrissent parfois de souris et d'autres petits mammifères lorsque les plus grosses proies se font rares.

## Habitat et répartition
En 1994, la plus grande population de tigres de Sumatra à être signalée se trouvait dans le parc national du Gunung Leuser, elle était composée de 110 à 180 individus.
Leur habitat s'étend des forêts de basses altitude aux forêts montagneuses, y compris aux forêts de sphaigne. D'après le Tiger Information Center et le WWF, il ne resterait pas plus de 500 individus à l'état sauvage, certaines estimations étant même bien moins optimistes.
Sumatra a subi un important développement agricole ce qui a eu pour effet de fragmenter le territoire du tigre, avec environ 400 tigres vivant dans cinq parcs nationaux et deux réserves. Les populations les plus importantes vivent dans le parc national de Kerinci Seblat et dans celui de Gunung Leuser. Une centaine d'autres vivent dans des zones non protégées et sont soumis au danger que représente l'agriculture. Les tigres qui vivent dans les zones non protégées sont également très vulnérables au braconnage mais sont aussi des cibles pour les villageois qui les chassent hors du territoire sur lequel eux-mêmes ont empiété.

## Classification
Des analyses réalisées sur des échantillons d’ADN confortent l’hypothèse selon laquelle les tigres de Sumatra ont été isolés des autres populations de tigres après une montée du niveau de la mer qui s’est produite entre le Pléistocène et l’Holocène (soit il y a entre 12 000 et 6 000 ans). De ce fait, le tigre de Sumatra est génétiquement isolé de tous les autres tigres vivant sur le continent, qui forment quant à eux un groupe distinct étroitement lié.
Le séquençage de l'ADN du génome mitochondrial de 34 tigres soutient l'hypothèse selon laquelle les tigres de Sumatra se distinguent des populations présentes sur le continent.

## Menaces et conservation

### Menaces
En 2008 alors que sa population était composée de 441 à 679 individus, avec des sous-populations d'au maximum 50 individus, la tendance était à la baisse. Le tigre de Sumatra est l'unique survivant des tigres vivant sur les îles de la Sonde qui abritaient également les tigres de Bali et de Java, désormais éteints.
Le territoire du tigre de Sumatra est extrêmement réduit à cause de la déforestation pour l’agriculture, les plantations et la colonisation. À Sumatra, le territoire du félin se rétrécit à mesure que les ressources en bois sont largement exploitées. Les jours du tigre de Sumatra sont comptés si le nombre d’individus continue à chuter, et si les populations deviennent moins nombreuses et de plus en plus isolées les unes des autres. Ils font également face à d’autres dangers : l’abattage d’arbres et la chasse, tous deux illégaux. Bien que le nombre de tigres tués lors de conflits entre eux et l’homme soit significatif, la plupart des tigres tués à Sumatra le seraient délibérément à des fins commerciales. De plus, il n’existe aucune preuve que le braconnage de tigres ait diminué de manière significative depuis le début des années 1990 et ceci malgré l’intensification des mesures de conservation et de protection sur l’île, et malgré le succès apparent de la limitation du commerce d’os de tigres.
Selon une enquête menée par Greenpeace, le WWF et le parti écologiste néo-zélandais, l’entreprise Cottonsoft, filiale du groupe industriel indonésien Asia Pulp and Paper (APP), s’approvisionnerait en bois dans les forêts indonésiennes, causant la destruction de l'habitat du tigre de Sumatra.
En 2022, la population sauvage est estimée à moins de 400 individus. 
La population de tigres de Sumatra continue de décliner rapidement. Le 24 avril 2022, dans l’Ouest de l’Indonésie, 3 tigres de Sumatra ont été retrouvés morts après avoir été pris dans des pièges pour cochons sauvages.

### Conservation
En 2006, l’Indonesia Forestry Service, la Natural Resources and Conservational Agency (BKSDA) et le Programme de conservation du tigre de Sumatra se sont entretenus avec des concessionnaires et avec Asian Pulp & Paper dans le but de poser les fondations du  sanctuaire pour les tigres Senepis Buluhaha, une zone qui couvrait 106 000 hectares à Riau en 2008. Ces organisations ont formé le Tiger Conservation Working Group.
En 2007, le Ministère indonésien des Forêts et le Safari Park ont commencé à coopérer avec l’Australia Zoo pour la conservation du tigre de Sumatra et des autres espèces menacées. L’accord de coopération a été marqué par la signature d’une lettre d’intention sur « le programme de conservation du tigre de Sumatra et des autres espèces en danger et l’établissement d’un jumelage entre le Taman Safari et l’Australia Zoo » au Ministère indonésien des Forêts, le 31 juillet 2007. Le programme comprend la conservation du tigre de Sumatra et des autres espèces menacées, des efforts pour réduire les conflits entre les tigres et les hommes ainsi que la réhabilitation et la réintroduction du tigre de Sumatra dans son habitat naturel. Un hectare sur les 186 que compte le Taman Safari est consacré au centre de reproduction du tigre de Sumatra en captivité qui contient une banque de sperme, un centre unique au monde.
Un centre de réhabilitation et de conservation de 110 000 hectares, la Tambling Wildlife Nature Conservation, a été installé dans un parc national de l’extrémité sud de Sumatra.